# Paul Cook (musicien)
Pour les articles homonymes, voir Paul Cook et Cook.
Paul Cook (né le 20 juillet 1956 à Hammersmith, quartier du Grand Londres), est un musicien britannique, connu notamment comme batteur des Sex Pistols. Il est surnommé « Cookie » par ses amis de la scène punk rock

## Biographie
Paul Cook fait la connaissance de Steve Jones vers l'âge de 12 ans. Ils vont tous deux à la Christopher Wren school de White City.
Paul Cook a dans sa classe un certain Warwick « Wally » Nightingale qui joue de la guitare. Nightingale propose de former un groupe mais Cook, au départ, n'est pas intéressé. Par la suite, il prend le rôle de batteur. Le groupe s'appelle The Strand et comprend Steve Jones (chant), Wally Nightingale (guitare), Jimmy McKinn (claviers), Steve Hayes (basse) et Paul Cook (batterie). McKinn quitte le groupe lorsqu'il épouse la sœur de Cook et Steve Hayes est remplacé temporairement par Del Noones (cousin de Cook). Finalement Glen Matlock reprend le rôle de bassiste en 1974 du groupe qui s'appelle désormais The Swankers. Leur premier concert a lieu début 1975 dans le pub Tom Salters Cafe à Londres. Malcolm McLaren devient le manager du groupe et suggère à Jones de reprendre la guitare. Le groupe se sépare de Nightingale « qui n'avait pas le look » selon la version officielle. Cook dira de Nightingale : « tout était sujet à prise de tête avec lui et en plus il était comme marié à son père »[réf. nécessaire].
Cook, Jones et Matlock cherchent un nouveau chanteur qu'ils trouvent en la personne de John Lydon, surnommé « Rotten » (pourri) par Jones en raison de ses dents jaunes. Ils forment ainsi les Sex Pistols. Matlock quitte le groupe en février 1977 et est remplacé par Sid Vicious. Le groupe se sépare le 14 janvier 1978 quand Steve Jones, suivi de Cook, quitte le groupe.
Paul Cook joue ensuite avec Johnny Thunders (album So Alone), Joan Jett, The Greedies (avec Jones et des membres de Thin Lizzy). Cook et Jones forment très temporairement le groupe Shampistols avec Jimmy Pursey et Dave Tregunna (Sham 69). Puis Cook et Jones finissent par former The Professionals en 1980 avec Andy Allen (qui jouait la basse dans Silly Thing et Lonely Boy des Sex Pistols). Allen est remplacé en novembre 1980 par Paul Myers (ex-Subway Sect) et prend un deuxième guitariste : Ray Mc Veigh. Après un album produit par Nigel Gray, le groupe fait deux tournées américaines. La première est interrompue par un accident de voiture (Cook, Myers et Mc Veigh sont blessés) et la deuxième se termine en juin 1982. À la suite de cette tournée, Jones (qui a de gros problèmes de drogues à ce moment-là) décide de rester à New York, ce qui provoquera la fin du groupe.
Paul Cook refait surface avec Chief of Relief (entre 1985 et 1988), joue avec Edwyn Collins (notamment sur le hit A Girl Like You) ainsi qu'avec Vic Godard (The End of the Surrey People). Cook reprend aussi du service avec les Sex Pistols à partir de 1996. Il rejoue avec Paul Myers au sein de Vic Godard and the Subway Sect et fait partie de Man Raze avec Phil Collen (Def Leppard) et Simon Laffy. Man Raze a deux albums à son actif[Quand ?].
Le 30 octobre 2018, Cook et Steve Jones rejoignent Billy Idol et Tony James, anciennement de Generation X, pour une performance à entrée libre au Roxy d'Hollywood, Los Angeles, sous le nom de Generation Sex, jouant un set combiné des morceaux des deux anciens groupes,. Le groupe se reforme en 2023 pour une tournée européenne comprenant plusieurs participations à des festivals. 

## Vie personnelle
Il est le père de la chanteuse de reggae Hollie Cook. Il a également été footballeur (joueur de soccer) pour le Hollywood United.